# Corinthian Football Club
El Corinthian Football Club fue un equipo de fútbol de Londres que jugaba en varios campos, incluidos el Crystal Palace y el Queen's Club en Leyton. Fue fundado en 1882 por Nicholas Lane Jackson, secretario asistente de la Asociación del Fútbol inglesa, con la intención de desarrollar un equipo capaz de competir la supremacía del equipo escocés de fútbol.

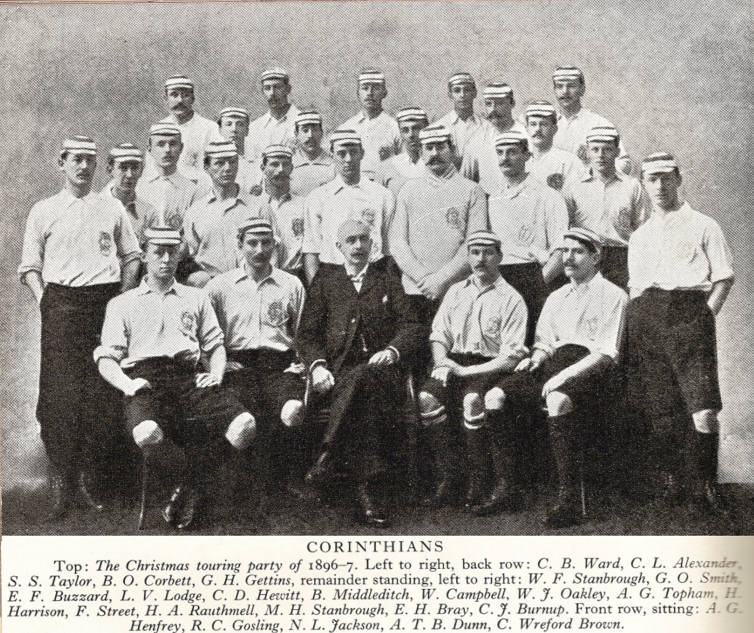
The Corinthian team of 1896–97

Originalmente el equipo solamente era designado para disputar encuentros amistosos y ocasionalmente jugar contra otros equipos "amateurs", fundamentalmente en la zona de Londres. No obstante, cedieron un número considerable de jugadores a la selección de fútbol de Inglaterra. Durante la década de 1880, la superioridad de los seleccionados ingleses contra Escocia fue atribuida a los jugadores del Corinthian F. C., y durante dos partidos contra la Selección de fútbol de Gales, en 1894 y 1895, la escuadra al completo estaba formada por integrantes del club, a pesar de que la mayoría de ellos también tenía afiliación a otros equipos — en muchos casos, de la universidad. Su carácter ''amateur'', su seña de identidad, fue el que provocó su denominación. Corinthian, significado como alguien o algo «involucrando los más altos estándares de deportividad amateur» fue aprobado por unanimidad por sus integrantes.
Inicialmente, rehusó unirse a la Football League, así como competir en la FA Cup, debido a una de sus normas originales, que prohibía al club "competir por ningún trofeo o premio de ninguna descripción"; sin embargo, finalmente deciden competir en 1900, tras derrotar al Aston Villa FC, los campeones de liga, en la Sheriff of London Charity Shield. De haber competido en la FA Cup, es posible que el equipo la hubiera ganado varias veces — de hecho, poco después de que el Blackburn Rovers FC ganase al Queen's Park FC la final de 1884, el Corinthian venció al Blackburn con marcador de 8–1. Del mismo modo, venció por 10–3 a diez de los integrantes del Bury FC que ganaron el Derby County FC por 6–0 en la final de 1903 dando muestras de su potencial.
Después de unirse a la Asociación de Fútbol Amateur y con la prohibición arriba mencionada a todos los que pertenecían a la "Football Association", el equipo incrementó sus giras por el mundo popularizando la práctica del fútbol. Tal era su repercusión que el Real Madrid F. C. adoptó los colores del equipo durante una temporada, mientras que tras una gira por Brasil provocaron la fundación del Sport Club Corinthians Paulista a su imagen y semejanza.[cita requerida] Después de una visita a Suecia en 1904, se designó un torneo con el nombre de Corinthian Bowl para conmemorarles.
En 1904, el Corinthian FC venció al Manchester United FC 11–3, disputándose el encuentro en Leyton, una zona de Londres. El resultado al final del primer tiempo fue de 3–1 favorable al Corinthians. El Manchester United, que en aquel entonces militaba en la Segunda División, sufrió así la que sigue siendo hasta hoy en día la mayor derrota sufrida por los "diablos rojos".[cita requerida]
En 1923, después de la Primera Guerra Mundial, el Corinthian compitió en la FA Cup por primera vez, después de haber decidido "apartarse de sus normas habituales y participar en un torneo que no contaba con la caridad como su principal objetivo"., cosechando pobres resultados. En 1927, el equipo participó también en la Charity Shield, en la que perdieron contra el Cardiff City FC por 2–1.
En 1939, el Corinthian se fusionó con el Casuals FC para formar el Corinthian-Casuals Fútbol Club, club que milita actualmente en la Isthmian League Division One South.

## Jugadores internacionales
Algunos de los jugadores amateurs del Corinthian que jugaron de forma internacional por Inglaterra fueron tan grandes como Max Woosnam y el polideportista C.B. Fry. Por su lado, el único en jugar para el Corinthian después de una carrera como profesional fue Fred Spiksley, futbolista inglés del Sheffield Wednesday FC, quien jugó su último partido con el Corinthian en 1907. El equipo cayó derrotado por 2–1 frente al Tottenham Hotspur FC, con gol de Spiksley en los últimos minutos. Se brindó a Spiksley una vuelta de honor y una ovación en pie por parte del público asistente.
El internacional danés Nils Middelboe jugó en el Corinthian después de terminar su carrera con el Chelsea FC.
Muchos jugadores jugaron en el Corinthian como segundo club mientras militaban como profesionales en otro, así como en la selección nacional. Los siguientes 17 jugadores tenían al Corinthian FC como su principal club:
- Claude Ashton (1 aparición)
- Alfred Bower (5 apariciones)
- Bertie Corbett (1 aparición)
- Norman Creek (1 aparición)
- Graham Doggart (1 aparición)
- Tip Foster (4 apariciones)
- C. B. Fry (1 aparición)
- Kenneth Hegan (4 apariciones)
- Arthur Henfrey (4 apariciones)
- Cecil Holden-White (2 apariciones)
- Anthony Hossack (2 apariciones)
- Vaughan Lodge (2 apariciones)
- Bernard Middleditch (1 aparición)
- William Oakley (12 apariciones)
- Basil Patchitt (2 apariciones)
- G.O. Smith (7 apariciones)
- Geoffrey Plumpton Wilson (2 apariciones)